# Dreiersiedlung (Wanzleben-Börde)

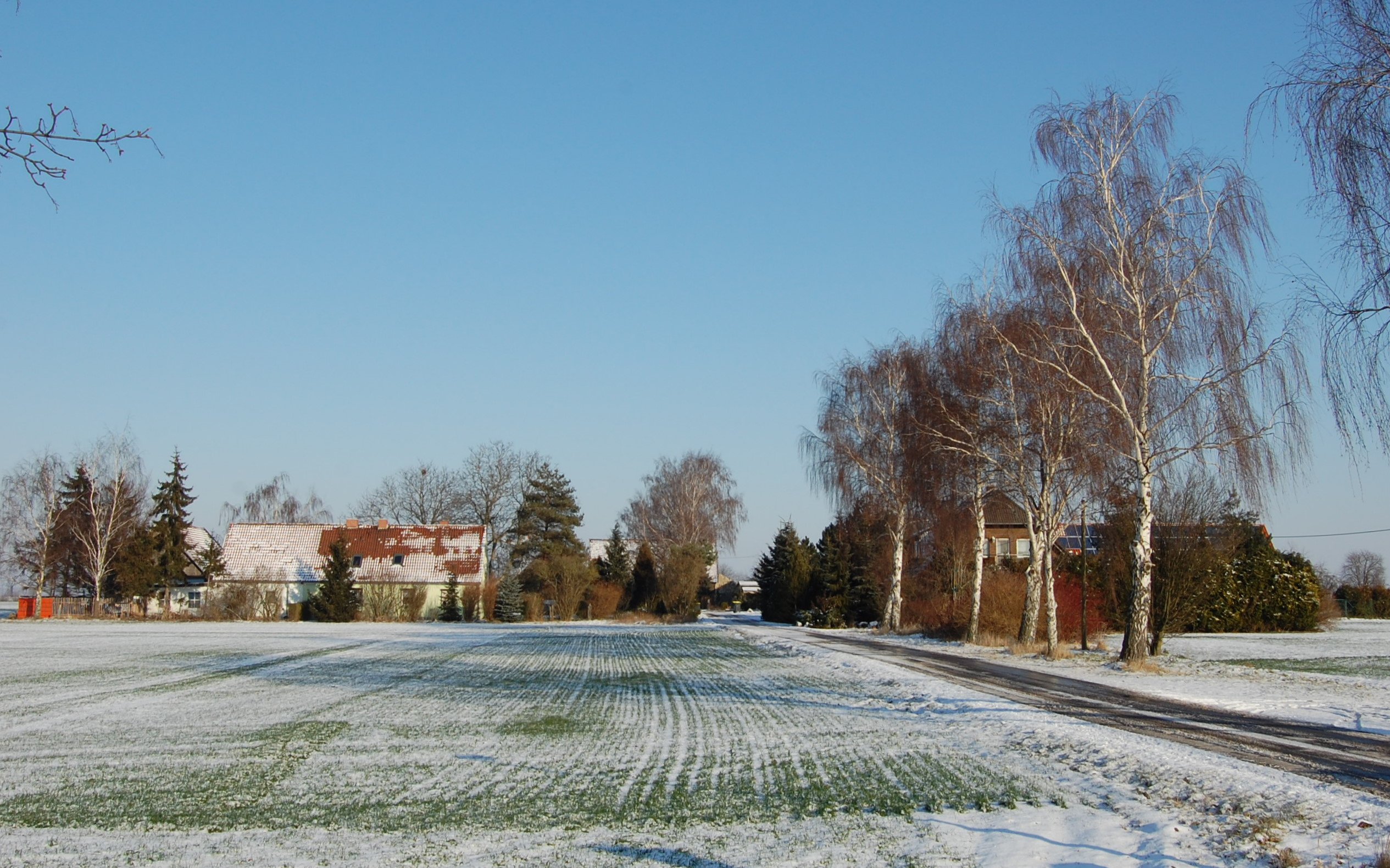
Dreiersiedlung im Winter, Blick von der Landstraße

Die Dreiersiedlung ist eine kleine zum Ortsteil Blumenberg der Stadt Wanzleben-Börde in Sachsen-Anhalt gehörende Siedlung.
Die Siedlung liegt, umgeben von landwirtschaftlichen Nutzflächen der Magdeburger Börde, etwa 200 Meter östlich der von Wanzleben nach Welsleben führenden Bundesstraße 246a. Weiter westlich der Siedlung liegt Blumenberg, nordwestlich befindet sich Wanzleben, nordöstlich Buch.
Im Zuge der Aufsiedlung des Vorwerks Blumenberg mit Siedlern entstanden Mitte der 1930er Jahre drei Höfe abseits der sonstigen Ortslage Blumenbergs. Hieraus resultiert auch der Name der Siedlung.